# Estrée-Blanche
Estrée-Blanche település Franciaországban, Pas-de-Calais megyében. Lakosainak száma 906 fő (2022. január 1.). Estrée-Blanche Blessy, Enquin-lez-Guinegatte, Liettres, Ligny-lès-Aire, Rely és Enquin-les-Mines községekkel határos.

## Népesség
A település népességének változása:
| Lakosok száma | 950  | 955  | 978  | 951  | 934  | 917  | 915  | 911  | 906  |
|               | 2013 | 2015 | 2016 | 2017 | 2018 | 2019 | 2020 | 2021 | 2022 |